# Уайт-Блаффс
Уайт-Блаффс (англ. White Bluffs) — ныне не существующий небольшой сельскохозяйственный город в округе Бентон, штат Вашингтон. Всё население города вместе с населением соседнего города Хэнфорд было отселено в 1943 году для строительства на месте города Хэнфордского комплекса — одного из предприятий по производству радиоактивных материалов для американской программы производства ядерного оружия (Манхеттенский проект).
До прибытия белых поселенцев данная территория была заселена индейским племенем ванапам, тесно связанным с племенами палусов, якама и не-персе.
Первое поселение белых в Уайт-Блаффсе было основано в 1861 году. Первоначально территория города была расположена на восточном берегу реки Колумбия в округе Франклин, недалеко от современного района 100H Хэнфорсдкого комплекса. Для обеспечения движения через Колумбию потока золотоискателей, направлявшихся в Британскую Колумбию во время «золотой лихорадки», была построена паромная переправа. К началу 1890-х годов население выросло и город расширился на западный берег реки Колумбия в округ Бентон.
Когда правительство США в марте 1943 года начало изымать дома жителей Уайт-Блаффса, некоторые дома были изъяты сразу под правительственные здания. Жителям давали срок от трёх дней до двух месяцев, чтобы покинуть свои дома. Дома и сады были сожжены правительством, чтобы расчистить место. Останки 177 человек, похороненных на кладбище Уайт-Блаффса, были перенесены 6 мая 1943 года на кладбище Ист-Проссер примерно в 50 километрах от города.
К моменту разрушения правительством Уайт-Блаффса производство груш, яблок, овощей и винограда для производства вина были основным источником средств к существованию для его жителей. Сегодня от города почти ничего не осталось.
Фотогалерея Министерства энергетики США содержит ряд фотографий Уайт-Блаффса, сделанных 15 июня 2008 года.